# Gelis rabidae
Gelis rabidae là một loài tò vò trong họ Ichneumonidae.